# Samuel Alnander
Samuel Johansson Alnander, född 31 oktober 1731, död 6 juli 1772, var en svensk teolog och bibliografisk författare.

## Biografi
Samuel Alnander föddes i Linköping som son till komministern där Johan Alnander. Han promoverades 1758 till filosofie magister vid Uppsala universitet, blev docent i litteraturhistoria i Uppsala 1763 och lektor i teologi vid kadettkåren i Karlskrona 1767.